# Контрада Малепасо (Авелино)
Контрада Малепасо је насеље у Италији у округу Авелино, региону Кампанија.
Према процени из 2011. у насељу је живело 99 становника. Насеље се налази на надморској висини од 769 м.